# Krig er ikke for børn
Krig er ikke for børn er en dansk dokumentarfilm fra 1996, der er instrueret af Lizzi Weischenfeldt efter eget manuskript. Filmen er anden del af en trilogi om krigens børn, der også omfatter Som fugle i bur og En fremmed fugl.

## Handling
"Jeg ville ønske, at der aldrig havde været krig i vores land og alting var som det plejede at være. Men det er det ikke". Ordene tilhører den 12-årige Dalibor. Han er født i Bosnien af en serbisk far og en kroatisk mor og har levet på børnehjem det meste af sit liv. Mens krigen hærgede i ex-Jugoslavien boede Dalibor alene i en flygtningelejr. Nu er Jugoslavien blevet til Bosnien, Kroatien og Serbien, og Dalibor bor sammen med sin elskede storesøster Daliborka på et hjem for krigens børn. De to søskende forsøger at leve et nomalt liv, men frygter konstant, at krigen skal blusse op igen. Begge drømmer om at finde den far, de begge kun har svage minder om.